# Armascirus bison
Armascirus bison är en spindeldjursart som först beskrevs av Berlese 1888.  Armascirus bison ingår i släktet Armascirus och familjen Cunaxidae. Inga underarter finns listade i Catalogue of Life.